# Роберт Страйкер
Роберт Франціс Страйкер (англ. Robert Francis Stryker; нар.9 листопада 1944, Оберн, Нью-Йорк — пом. 7 листопада 1967, поблизу Локнінь, Біньфиок) — американський військовослужбовець, спеціаліст 4-го рангу армії США, учасник В'єтнамської війни, кавалер Медалі Пошани (посмертно).

## Біографія

### Офіційний текст нагородження Роберта Страйкера Медаллю Пошани
| «Спеціаліст 4-го рангу Роберт Страйкер продемонстрував з ризиком для власного життя, надзвичайну мужність і відвагу, які перевищували службовий обов'язок. Спеціаліст 4-го рангу Р.Страйкер відзначився під час виконання бойового завдання в складі роти «C» служив гранатометником під час проведення розвідки боєм поблизу населеного пункту Локнінь. Коли його підрозділ просувався крізь густий підлісок, раптом рота натрапила на шквал вогню повстанців, що ховалися в укріплених бункерах і на навколишніх деревах, та застосовували ракети, автоматичну та ручну зброю. Швидко відреагувавши, спеціаліст Р.Страйкер відкрив вогонь зі свого гранатомета по противнику. У ході запеклого вогневого контакту, спеціаліст Р.Страйкер помітив спробу супротивника оточити його роту та відрізати їх від основних сил американців. Не злякавшись кулеметно-автоматного вогню майже впритул, він продовжував влучну стрільбу, багаторазово уражаючи ворога гранатами на деревах, вбиваючи ворожих снайперів і, таким чином, дозволивши його товаришам розірвати спробу оточення. В течії бою, Страйкер помітив декількох поранених товаришів зі свого відділення, що опинилися в зоні ураження поблизу протипіхотної міни. З повною зневагою до особистої безпеки, він кинувся на міну, накривши її власним тілом, коли вона підірвалася. Страйкер був смертельно поранений уламками міни, проте, ціною власного життя він врятував життя своїх бойових товаришів від її вибуху. Його безкорисливі дії врятували щонайменше 6 його однополчан. Велика особиста хоробрість Р.Страйкера нерозривно пов'язана з дотриманням найвищих стандартів військових традицій, та викликають найвизначнішу повагу до нього, його підрозділу та армії Сполучених Штатів[1] Оригінальний текст (англ.) "For conspicuous gallantry and intrepidity at the risk of his life above and beyond the call of duty. Sp4c. Stryker, U.S. Army, distinguished himself while serving with Company C. Sp4c. Stryker was serving as a grenadier in a multicompany reconnaissance in force near Loc Ninh. As his unit moved through the dense underbrush, it was suddenly met with a hail of rocket, automatic weapons and small arms fire from enemy forces concealed in fortified bunkers and in the surrounding trees. Reacting quickly, Sp4c. Stryker fired into the enemy positions with his grenade launcher. During the devastating exchange of fire, Sp4c. Stryker detected enemy elements attempting to encircle his company and isolate it from the main body of the friendly force. Undaunted by the enemy machinegun and small-arms fire, Sp4c. Stryker repeatedly fired grenades into the trees, killing enemy snipers and enabling his comrades to sever the attempted encirclement. As the battle continued, Sp4c. Stryker observed several wounded members of his squad in the killing zone of an enemy claymore mine. With complete disregard for his safety, he threw himself upon the mine as it was detonated. He was mortally wounded as his body absorbed the blast and shielded his comrades from the explosion. His unselfish actions were responsible for saving the lives of at least 6 of his fellow soldiers. Sp4c. Stryker's great personal bravery was in keeping with the highest traditions of the military service and reflects great credit upon himself, his unit, and the U.S. Army.» |

## Післямова
У 2002 керівництво армії США надало на честь кавалерів Медалі Пошани рядового 1-го класу С.Страйкера та спеціаліста 4-го рангу Роберта Ф. Страйкера, що загинув у В'єтнамській війні їм'я «Страйкер» сімейству бойових машин, якими озброювалася американська армія на початку 21 століття.